# Inside and Out
Inside and Out (en castellano "Adentro y Afuera") es una canción de Genesis, publicada en el EP Spot the Pigeon del año 1977. Al igual que "Match of the Day" y "Pigeons", las otras dos canciones que componen este EP, "Inside and Out" fue grabada durante las sesiones de grabación del álbum Wind & Wuthering, pero fue dejada de lado y no formó parte del mismo.
La canción se encuentra dividida en dos partes: la primera (Adentro) es una sección lenta que cuenta la historia de un hombre al que se le hace cada vez más difícil reincorpoorarse a la sociedad luego de haber sido liberado de la prisión, mientras que la segunda parte (Afuera) consiste en una sección instrumental con moog modular y solos de guitarra.
Esta sección instrumental tiene un sonido vívido, que hace recordar a material del álbum The Lamb Lies Down on Broadway. No hay recapitulación posteriormente de la primera parte, por lo que la canción realmente parece estar dividía en dos, de una forma similar a las instrumentales "Unquiet Slumbers for the Sleepers...In That Quiet Earth", también del álbum "Wind & Wuthering".

Además de ser publicada en el EP "Spot the Pigeon", la canción también se lanzó en el sencillo francés "Pigeons" (en mayo de 1977) y posteriormente junto con el sencillo norteamericano "Follow You Follow Me", ya que el EP no se había lanzado allí. Fue interpretada en vivo con bastante frecuencia en 1977, a finales de la gira de Wind & Wuthering. Dichas interpretaciones tenían como propósito hacerle promoción al EP. Luego la versión en estudio fue incluida en el álbum Genesis Archive 2: 1976-1992.
- Datos: Q5916921